# پیرا، پاکستان
پیرا (به انگلیسی: Paira) یک منطقهٔ مسکونی در پاکستان است که در پنجاب واقع شده‌است. پیرا ۲۴۱ متر بالاتر از سطح دریا واقع شده‌است.